# Butirato de metila
Butanoato de metila, também conhecido por seu nome vulgar butirato de metila, é o éster de metila do ácido butírico. Como muitos ésteres, tem um odor de frutas, neste caso semelhantes a maçãs ou abacaxis. Na temperatura ambiente, é um líquido incolor com baixa solubilidade em água, sobre a qual ele flutua como uma camada oleosa. Embora seja inflamáavel, tem relativamente baixa pressão de vapor (40mm Hg a 30 °C (86 °F)), para que possa ser manuseado com segurança à temperatura ambiente, sem precauções especiais de segurança.